# Microdebilissa makiharai
Microdebilissa makiharai är en skalbaggsart som beskrevs av Hayashi 1982. Microdebilissa makiharai ingår i släktet Microdebilissa och familjen långhorningar.
Artens utbredningsområde är Taiwan. Inga underarter finns listade i Catalogue of Life.